# Cheonyeon-dong
Cheonyeon-dong (koreanska: 천연동) är en stadsdel i stadsdistriktet Seodaemun-gu i Sydkoreas huvudstad Seoul.